# Don Kennedy
Donald J. Kennedy, detto Don (Beaver, 2 marzo 1930 – Atlanta, 29 giugno 2023), è stato un conduttore radiofonico, conduttore televisivo e doppiatore statunitense.

## Biografia
Donald J. Kennedy è nato il 2 marzo 1930 a Beaver, in Pennsylvania. Dopo essersi laureato al Geneva College nel 1953, Don ha prestato servizio militare a Fort Bragg, nella Carolina del Nord, prima di trasferirsi ad Atlanta, in Georgia, nella speranza di trovare un lavoro nelle trasmissioni radiofoniche.

### Carriera
Verso la fine degli anni '40, Kennedy fa la sua prima apparizione in uno spot radiofonico sulla stazione WPIC della Pennsylvania. A metà degli anni '50, Kennedy ha collaborato nel programma radiofonico Monitor della NBC Radio Network, trasmesso il fine settimana, dove ha sviluppato diverse caratteristiche della serie, incluso un personaggio locale noto come Goat Man.
Kennedy, durante la trasmissione del programma per bambini The Popeye Club di cui era conduttore, si faceva chiamare Officer Don. The Popeye Club è stato trasmesso su Channel 2 WSB-TV dal 1956 al 1970. Durante la sua permanenza nella serie, Kennedy ha fondato la 96.1 WKLS (ora chiamata WWPW), una stazione radio FM di Atlanta dove serviva come presidente e direttore generale della stazione.
In seguito ha iniziato a doppiare in varie serie animate di Cartoon Network e del suo blocco televisivo Adult Swim, interpretando Tansit in Space Ghost Coast to Coast e diversi personaggi in Aqua Teen Hunger Force. Nel 1986, ha iniziato a ospitare il programma radiofonico in syndication internazionale Big Band Jump, dedicato alla musica dell'era Big Band. In seguito ha creato un secondo programma in syndication chiamato Don Kennedy Show, che includeva voci pop e strumentali prodotti tra gli anni '40 e gli anni '70, oltre ad alcune interpretazioni moderne del Great American Songbook.
Kennedy ha ricevuto numerosi premi tra cui il Silver Circle Award, due Emmy, vari premi dalla Pioneer Broadcaster e dalla Georgia Broadcaster's Hall of Fame, oltre ad essere membro onorario per la Gamma Kappa Broadcast Fraternity presso l'Università della Georgia. Kennedy ha sostenuto diverse cause tra cui il servizio come presidente del Georgia Chapter of Muscular Dystrophy, tesoriere della Humane Society di Atlanta, membro del consiglio dell'Atlanta chapter of the American Cancer Society e volontariato come lettore per il Georgia Radio Reading Service per Blind.
Durante l'estate del 2013, Don Kennedy ha annunciato che si sarebbe ritirato dalla radio, terminando quindi i programmi Big Band Jump e Don Kennedy Show. Le trasmissioni finali di entrambi i programmi si sono svolte nel fine settimana del 28–29 settembre 2013.

### Morte
È deceduto ad Atlanta, in Georgia, il 29 giugno 2023 all'età di 93 anni a causa di complicazioni della demenza manifestastatasi a seguito di un ictus nel 2015.

## Vita privata
Ebbe una figlia di nome Rebecca Maple.

## Filmografia

### Attore

#### Televisione
- Space Ghost Coast to Coast – serie animata, 1 episodio (1995)
- Aqua Teen Hunger Force – serie animata, 2 episodi (2001)

#### Cortometraggi
- Terror Phone – corto televisivo (2008)
- Terror Phone II: The Legend of Rakenstein – corto televisivo (2010)
- Terror Phone III: R3-D1AL3D – corto televisivo (2011)

### Doppiatore
- Space Ghost Coast to Coast – serie animata, 20 episodi (1994-1999)
- The Moxy Show – serie animata, 1 episodio (1995)
- The Brak Show – serie animata, 3 episodi (2001-2003)
- Sealab 2021 – serie animata, 1 episodio (2003)
- Aqua Teen Hunger Force – serie animata, 1 episodio (2010)
- Soul Quest Overdrive – serie animata, 1 episodio (2011)